# Myara mabanuria
Myara mabanuria är en insektsart som beskrevs av Otte, D. och R.D. Alexander 1983. Myara mabanuria ingår i släktet Myara och familjen syrsor. Inga underarter finns listade i Catalogue of Life.